# 마이 케미컬 러브
"마이 케미컬 러브"은 2017년에 제작한 대한민국의 영화이다.

## 캐스팅

### 주연
- 박예영 : 선주 역
- 한기윤 : 윤기 역
- 황인철 : 오철 역
- 김노진 : 채진 역
- 이재호

### 조연
- 강보민 : 토익강사 역
- 박상현 : 회사원 역
- 손종환 : 원장 역

### 단역
- 류태선 : 수강생 역
- 이재휘 : 오디션장 역
- 최원용 : 오디션장 역

## 수상
- 2017년 제16회 미쟝셴 단편영화제 사랑에 관한 짧은 필름 부문
- 2017년 제22회 인디포럼 신작전 - 단편
- 2017년 제4회 사람사는세상영화제 포커스 한국 단편

## 같이 보기
- 2017년 대한민국의 영화 목록